# بايرون بيتس
بايرون بيتس (بالإنجليزية: Byron Pitts)‏ هو صحفي أمريكي، ولد في 21 أكتوبر 1960 في بالتيمور في الولايات المتحدة.

## روابط خارجية
- بايرون بيتس على موقع IMDb (الإنجليزية)
- بايرون بيتس على موقع ديسكوغز (الإنجليزية)
- بايرون بيتس على موقع قاعدة بيانات الفيلم (الإنجليزية)